# Santa Catarina (Palermo)
A Szent Katalin-templom (olaszul: Chiesa di Santa Caterina) egy katolikus templom, Palermóban, Szicíliában. A város történelmi negyedének szívében található a Piazza Bellini és Piazza Pretoria közötti részen, Kalsa negyedben. A templom szomszédságában található a két világörökségi templom: Martorana és Szent Cataldo-templom.  A templom építészetében a szicíliai barokk, rokokó és reneszánsz stílus található.

## Története
1310-ben a gazdag Benvenuta Mastrangelo végakarata volt, hogy a Domonkos-rend egy apácazárdát alapítson. A zárda védőszentjének Alexandriai Szent Katalint szánták és ott építették fel, ahol II. Roger király Antiochiai György admiriális tiszteletére emelt. 
1532-ben döntöttek az épület bővítéséről. Az építési munkák 1566 és 1596 között zajlottak, Maria del Carretto zárdafőnöknő felügyelete alatt. Giorgio di Faccio vezette az építést, aki már a Genóvai Szent György-templom építésénél is dolgozott. Emellett a firenzei Francesco Camilliani és a lombárd Antonio Muttone is részt vett a munkálatokban. 1596-ban adták át a templomot. 1664-ben lett felszentelve Palermo érseke Pietro Martinez y Rubio révén, az akkori alkirály Francesco Caetani, Sermoneta 8. hercege jelenlétében. 

## Galéria

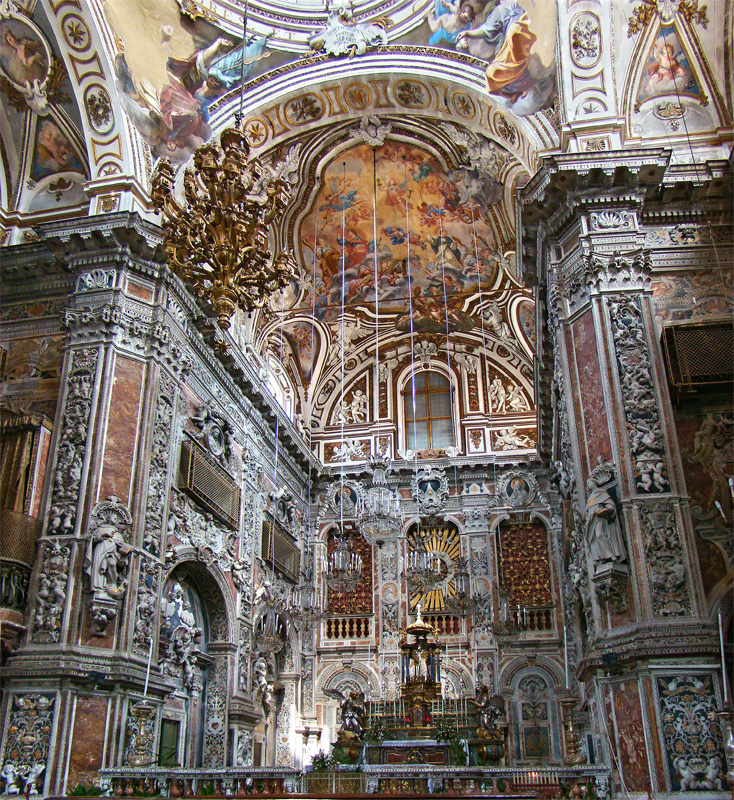
Karzat, Antonio Filocamo és Paolo Filocamo freskója: A lélek dícsőségben jut a mennybe!
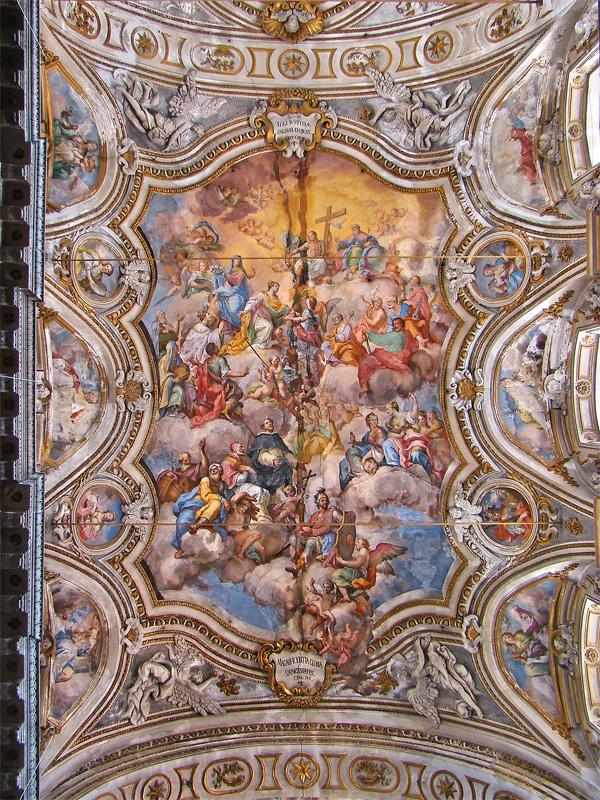
Boltozat. Filippo Randazzo : Szent Katalin diadala
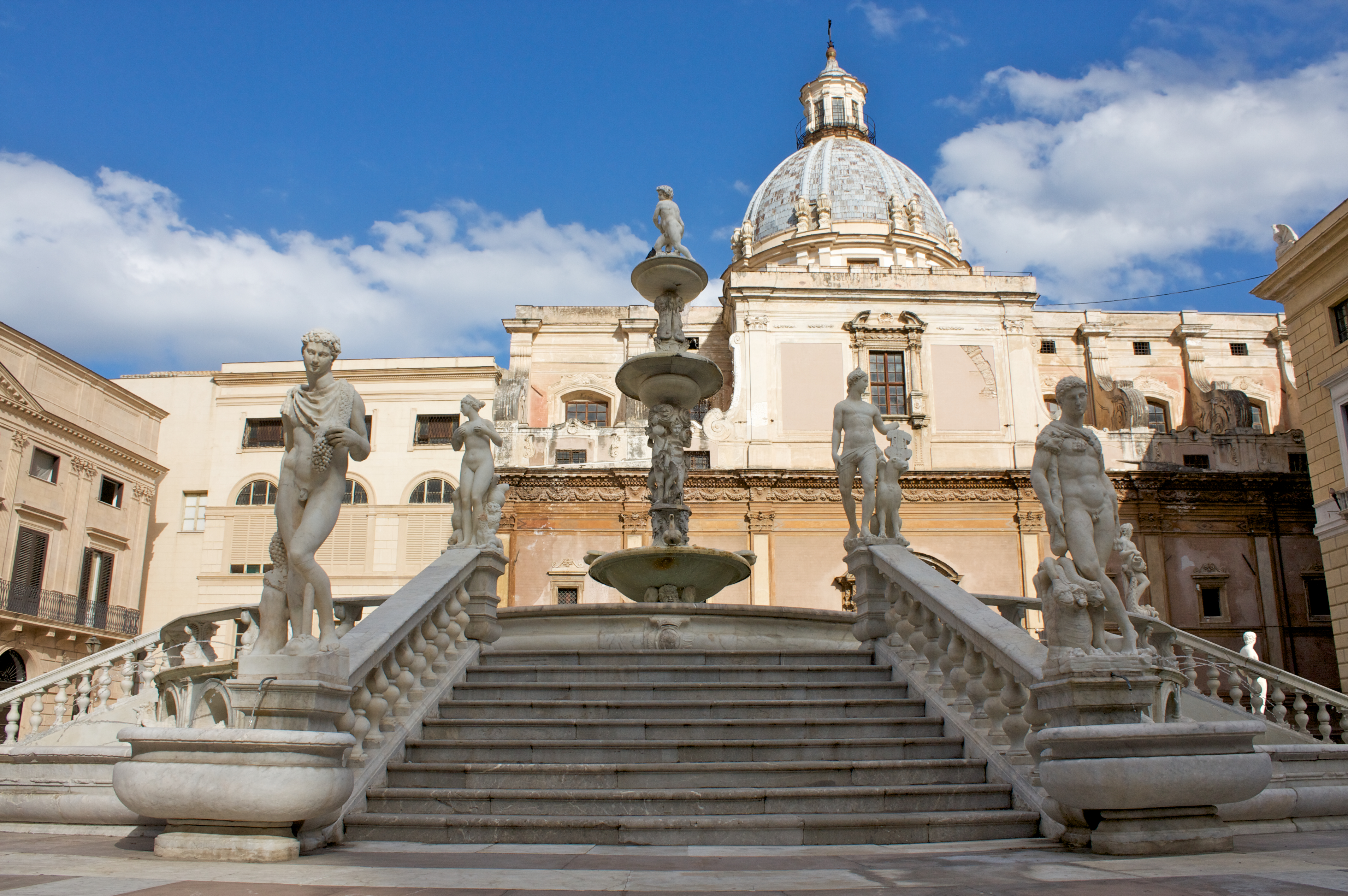
Kupola, a Piazza Pretoria felőli nézetből